# Olperhof
Olperhof ist ein Wohnplatz in der Gemeinde Kürten im Rheinisch-Bergischen Kreis.

## Lage und Beschreibung
Der Ort liegt östlich von Olpe.

## Geschichte
Ab der Preußischen Neuaufnahme von 1892 ist er auf Messtischblättern regelmäßig als Hof Olpe oder Olper Hof verzeichnet.
1895 hatte der Ort zwei Wohnhäuser und 15 Einwohner.
1905 besaß der Ort zwei Wohnhäuser und elf Einwohner und gehörte konfessionell zum katholischen Kirchspiel Olpe.
1927 wurden die Bürgermeisterei Olpe in das Amt Olpe überführt. In der Weimarer Republik wurden 1929 die Ämter Kürten mit den Gemeinden Kürten und Bechen und Olpe mit den Gemeinden Olpe und Wipperfeld zum Amt Kürten zusammengelegt. Der Kreis Wipperfürth ging am 1. Oktober 1932 in den Rheinisch-Bergischen Kreis mit Sitz in Bergisch Gladbach auf.
1975 entstand aufgrund des Köln-Gesetzes die heutige Gemeinde Kürten, zu der neben den Ämtern Kürten, Bechen und Olpe ein Teilgebiet der Stadt Bensberg mit Dürscheid und den umliegenden Gebieten kam.